# Liste der Friedhöfe in Windhoek
Die ist eine Liste der Friedhöfe in Windhoek, das heißt aller öffentlichen Friedhöfe in der namibischen Hauptstadt Windhoek.
In Namibia gibt es keine generelle Pflicht zur Bestattung auf einem Friedhof. Die Verordnungen von Windhoek schreiben hingegen für das Stadtgebiet eine Beisetzung auf einem ordentlichen Friedhof vor. Es gibt seit 1892 Friedhöfe in Windhoek, aber auch einzelne historische Grabstätten wie z. B. das Grab von John Ludwig in Klein Windhoek sind weiterhin erhalten.
Die Friedhöfe der Stadt werden von der Parkverwaltung der Stadtverwaltung Windhoek unterhalten.

## Genutzte Friedhöfe
| Friedhof                                    | Lage                                                                           | Eröffnung– Schließung | Größe   | Bemerkungen | Foto |
| ------------------------------------------- | ------------------------------------------------------------------------------ | --------------------- | ------- | --- | ---- |
| Gammams-Friedhof (Gammams Cemetery)         | Hosea Kutako Drive, Hochland Park/Pionierspark 22° 34′ 52,7″ S, 17° 4′ 16,5″ O | 1904                  | 24,2 ha | Hauptfriedhof der Stadt mit dem einzigen Krematorium; Kapelle; jüdischer Friedhof                               |      |
| Heldenacker (National Heroes’ Acre)         | Nationalstraße B1 22° 39′ 44,8″ S, 17° 4′ 41,7″ O                              | 2002                  | 0,5 ha  | staatlich betrieben und nur für die Beisetzung von Helden zugelassen; 174 Grabstätten                           |      |
| Oponganda-Friedhof (Oponganda Cemetery)     | Florence Nightingale Street, Khomasdal 22° 32′ 0,4″ S, 17° 2′ 18,8″ O          | 2001                  | 37,4 ha | flächenmäßig größter Friedhof der Stadt; >11.400 Gräber Abschnitt A seit 2017 voll belegt; Abschnitt B geöffnet |      |
| Rocky-Crest-Friedhof (Rocky Crest Cemetery) | Rocky Crest                                                                    | noch nicht eröffnet   | 21,0 ha | mit Stand 2016 im Bau befindlicher Friedhof; etwa 14.600 Gräber mit knapp 30.000 Grabstätten                    |      |

## Geschlossene Friedhöfe
| Friedhof                                           | Lage                                                                          | Eröffnung– Schließung | Größe   | Bemerkungen                                                                 | Foto |
| -------------------------------------------------- | ----------------------------------------------------------------------------- | --------------------- | ------- | --------------------------------------------------------------------------- | ---- |
| Katutura-Friedhof (Leutwein Cemetery)              | Claudius Kondovanzu Street, Windhoek-Katutura 22° 30′ 54,1″ S, 17° 3′ 20,6″ O |                       | 18,5 ha |                                                                             |      |
| Khomasdal-Friedhof (Khomasdal Cemetery)            | Hochland Road, Khomasdal 22° 32′ 21,7″ S, 17° 2′ 56,2″ O                      | 1965                  | 7,2 ha  | >11.000 Gräber; Kapazität erreicht                                          |      |
| Leutwein-Friedhof (Leutwein Cemetery)              | Robert Mugabe Avenue, Windhoek-Central 22° 34′ 38,6″ S, 17° 5′ 27,8″ O        | 1892–1904             | 1,0 ha  | benannt nach Theodor Leutwein                                               |      |
| Old-Location-Friedhof (Old Location Cemetery)      | Hochland Road, Hochland Park 22° 34′ 46,4″ S, 17° 3′ 45,2″ O                  | 1928–2020             | 8,5 ha  | historisch interessanter Friedhof mit Museum; teilweise ein Nationaldenkmal |      |
| Friedhof Veronicastraße (Veronica Street Cemetery) | Veronicastraße, Windhoek-Ludwigsdorf 22° 33′ 54,1″ S, 17° 6′ 26,3″ O          |                       | 1,8 ha  |                                                                             |      |